# Otmar Kranz
Otmar Kranz OSB (* 1916; † 3. November 1976) war von 1973 bis 1976 Abt der Benediktinerabtei Schäftlarn.
Otmar Kranz wurde 1973 von den Kapitularen von Schäftlarn zum vierten Abt der wiederbegründeten Benediktinerabtei Schäftlarn gewählt. Er trat die Nachfolge von Ambros Rueß an, der aus persönlichen Gründen das Amt niedergelegt hatte.